# Parachiton mestayerae
Parachiton mestayerae is een keverslakkensoort uit de familie van de Leptochitonidae. De wetenschappelijke naam van de soort is voor het eerst geldig gepubliceerd in 1914 door Tom Iredale.